# هيبتا (فلم)
هيبتا هو فيلم مصري انتج في سنة 2016 وهو من إخراج هادي الباجوري ومن بطولة ماجد الكدواني وياسمين رئيس وعمرو يوسف ونيللي كريم وأحمد بدير، حاز الفلم على صدارة شباك التذاكر المصرية بعد صدوره حيث وصلت ايراداته إلى 10 ملايين جنيه مصري، كما نجحت أغنية الفلم التي أدتها دنيا سمير غانم في الحصول على 5 ملايين مشاهدة بعد أيام معدودة من إصدارها على موقع يوتيوب. الفيلم مقتبس من رواية لمحمد صادق بنفس اسم الفلم تستعرض مراحل الحب السبع والتي يقوم الدكتور شكري مختار (ماجد الكدواني) اختصاص علم النفس بتقديم آخر محاضراته عنها.

## القصة
يقرر الدكتور شكري مختار (ماجد الكدواني) اختصاصي علم النفس أن يقدم محاضرة أخيرة، ويقوم من خلال محاضرته الأخيرة بالإجابة على واحد من أهم الأسئلة المركزية، وهو كيفية حدوث الحب، حيث يشرح خلال محاضرته المراحل السبعة للحب من خلال أربع قصص حب مختلفة تمر بكثير من المنعطفات والتقلبات.

## البطولة
| - ماجد الكدواني: د. شكري مختار - عمرو يوسف: يوسف - أحمد مالك: كريم - أحمد داود: رامي - دينا الشربيني: عُلا - جميلة عوض: دينا | - ياسمين رئيس: رؤى - عبد الله عزمي: شادي - لينا بن حمان: مروة - شيرين رضا: عُلا - نيللي كريم: رؤى - أنوشكا: والدة دينا | - سلوى محمد علي: مريم - أحمد بدير: عبد الحميد طه - كندة علوش: أميرة - هاني عادل: يحيى - محمد فراج: محمود الدرديني |

بالأشتراك مع
| - بسمة ياسر: سلمى - علي الطيب: أحمد - رحاب عرفة: والدة مروة - دعاء مصطفى رجب: مسؤولة باص المدرسة - مروة جبريل: زوجة يحيي - عاصم نجاتي: العميد سليم | - أحمد زكي :د. التخدير - جوليا الشواشي: خطيبة محمود - أصدقاء أحمد: محمود العياط- منة سماحة - عمر مجدي - أصدقاء أحمد: كمال عصام - أحمد هابى -نادر عصام - رضا فرج: بواب العمارة 1 - إبراهيم أبو زيد: بواب العمارة 2 | - زين التاج: ممرضة عبد الحميد - نيفين أبو بكر: فتاة الفرح - أية سماحة: فتاة متكلمة في المحاضرة - مجدي الصاقلي: شاب متكلم في المحاضرة - المسعفين: وليد الرفاعي- حسني علي محمود - الطفل زيزو: عبد الرحمن فرج |

## وصلات خارجية
- مقالات تستعمل روابط فنية بلا صلة مع ويكي بيانات
- هيبتا على قاعدة بيانات الأفلام العربية